# 活性戦隊ガンバルジャー
活性戦隊ガンバルジャー（かっせいせんたいガンバルジャー）は能代市を中心に秋田県で活躍しているローカルヒーロー。2004年11月から活動をしている。
メンバーは、ガンバレッド（ネブナガシ、男性）、ガンバブルー（ヨネシロガワ、女性）、ガンバイエロー（イナホ、男性）の３名で、「ササっと参上！ちょこっと活性！」がキャッチフレーズである。
敵は人の心を腐らせる怪人クサリムシ、日本海中部地震を引き起こした後封印され眠りについていたが地球温暖化で蘇ったモーモーモグリン。